# Interstate Highway 70
Interstate Highway 70 eller Interstate 70 eller bare I-70 er en hovedvej i Dwight D. Eisenhower National System of Interstate and Defense Highways i USA eller bare Interstate Highway System.  I-70 er den interstate highway, som blev påbegyndt først  (1956), og som blev  gjort færdig sidst (1992) blandt de oprindeligt planlagte interstate highways. 
Staterne Missouri og Kansas strides om, hvem af dem, der var de første til at oprette en interstate highway. Missouri hævder, at denne stat underskrev de første kontrakter om anlæggelse af vejen, mens Kansas hævder, at de var de første, der faktisk fik asfalteret et stykke interstate, så begge kan siges at have ret.  Hertil kommer at også Pennsylvania er "med" i debatten. Pennsylvania Turnpike, der åbnede allerede i 1940 mellem byerne Irwin og Castle, er i dag en del af I-70.
Vejen var en af de vanskeligste interstate highways at bygge, og den betragtes stadig som et ingeniørmæssigt mesterstykke. Specielt strækningerne gennem San Rafael Swell og Glenwood Canyon samt bygningen af Eisenhower-Johnson Memorial Tunnel var vanskelige. Tunnellen ligger i Rocky Mountains i 3.401 meters højde, og er det højeste punkt på nogen interstate. Strækningen gennem Glenwood Canyon var den sidste del af vejen, der blev færdig.

## Rutebeskrivelse
Interstate 70 starter i Utah, hvor den udgår fra Interstate Highway 15 ca. 3 km sydvest for byen Cove Fort. Herfra strækker den sig 3.465 kmgennem 10 stater til den ender blindt ved et Park and ride-anlæg ved State Route 122 nær Baltimore, Maryland.

### Utah
I-70 begynder ved en udfletning fra Interstate 15 nær Cove Fort. Herfra går vejen mod øst gennem Clear Creek Canyon  mellem bjergkæderne Tushar Range og Pahvant Range. Vejen fortsætter gennem Sevier Valley, hvor den passerer Richfield, som med sine 7.000 indbyggere er den største by, som vejen passerer i Utah. Efter at vejen har forladt dalen, stiger den op mod  Salina Summit, som passeres i 2.415 m højde.
Efter Salina Summit krydser vejen over en strækning af 108 miles (174 km) en stor geologiske formation, kendt som San Rafael Swell. Denne strækning gennem "The Swell", var det længste samlede stykke interstate, der var blevet åbnet på en gang, da det blev åbnet i 1970. Det var samtidigt det første stykke hovedvej, der blev anlagt på en helt ny rute, siden anlæggelsen af Alaska Highway under 2. Verdenskrig. Selv om strækningen blev åbnet i 1970 blev den først helt færdig i 1990, da en bro over Eagle Canyon blev åbnet for trafik. Strækningen har stadig rekorden som den længste interstate strækning uden nogen form for service.  De eneste frakørsler fra motorvejen er til udsigtspunkter (hvor der dog på visse findes toiletter). 
Inden motorvejen blev anlagt, var der ingen asfalterede veje, der førte gennem San Rafael Swell og området var i store træk ukendt for almindelige mennesker. Siden åbningen af I-70 har dette ændret sig. San Rafael Swell er siden blev nomineret som både National Park og National monument, men ingen af delene er gennemført endnu. Hvis det sker, vil området være det eneste i USA som kan takke en motorvej for sin status. Vejen forlader "The Swell" nær Green River, og den sidste del af strækningen til grænsen til Colorado, følger den den sydlige kant af Book Cliffs.

### Colorado
Efter at have krydset statsgrænsen fører vejen ned i Grand Valley, hvor den møder Colorado River, som den herfra følger op gennem bjergene.  Undervejs passerer den en række mindre byer, samt Grand Junction med knap 60.000 indbyggere. Herfra fortsætter vejen nord øst på gennem den vestlige del af Rocky Mountains til Glenwood Canyon. På denne strækning passeres endnu en række mindre byer så som Parachute, Rifle og New Castle. 
De 24 km gennem Glenwood Canyon var den sidste strækning af vejen, der blev færdiggjort i 1992. Terrænet her var meget vanskeligt, da kløften er forholdsvis smal og bugter sig meget.  Anlæggelsen blev også udskudt i flere år på grund af overvejelser omkring miljøet. Den sydlige bred af Colorado River var allerede optaget af en jernbanelinje, og man var samtidigt nødt til at anlægge en del midlertidige vejstrækninger for at holde U.S. Highway 6 åben under byggeriet. U.S. 6 var den eneste vej, der førte gennem bjergene fra vest mod øst i dette område. For overhovedet at kunne anlægge vejen, måtte man også gå på kompromis med nogle af de regler, der ellers gælder for interstate highways, fx om hvor skarpe sving må være. Hastigheden gennem kløften er derfor nedsat til kun 50 miles (80 km) i timen, for at undgå at det begrænsede overblik og de skarpe sving skal skabe unødigt farlige situationer.
Fra Glenwood Canyon snor motorvejen sig videre øst på gennem bjergene ca. 150 km til Eisenhower-Johnson Memorial Tunnel. På vejen passerer  I-70 gennem skisportsområdet ved Vail, et af USA's største skisportsområder samt flere andre skisportsområder, fx "Copper Mountain".  I-70 er en af de få veje, der forbinder Denver med Colorados skisportsområder i Rocky Mountains. Eisenhower-Johnson Memorial Tunnel  er den højest beliggende tunnel for køretøjer i USA, og det højeste punkt i hele Interstate Highway systemet.  Med sine 2,7 km er tunnellen også den længste tunnel i systemet. På vej gennem tunnelen passerer vejen  Continental  Divide. På vej ned fra bjergene efter tunnellen, kan man på en klar dag se Denvers skyline på forholdsvis stor afstand, hvilket narrer en del bilister til at tro, at de nu er ude af bjergene, men der er stadig 15 km med stejl nedkørsel, før man når byen, som med sine 2,5 millioner indbyggere, er den første rigtigt store by, som vejen møder.
I-70 er den største vej gennem Denver, og den møder undervejs I-25. Efter Denver fortsætter vejen over Colorados østlige sletteland til grænsen til Kansas.

### Kansas
Efter grænsen mellem Colorado og Kansas fortsætter vejen gennem Kansas' prærieland ad den første strækning, som blev asfalteret, og dermed den første færdige del af Interstate Highway System.  I Salina, møder I-70  I-135, som med sine 95 miles (152 km) tidligere var den længste forgrening i interstate systemet,Fra Topeka til kort før Kansas City er vejen en betalingsvej, et af de kun to stykker betalingsvej på hele I-70. Det andet findes i Pennsylvania. 
Halvvejs mellem Topeka og Kansas City passeres Lawrence, der er hjemsted for University of Kansas. Ved Bonner City uden for Kansas City kan man skifte til I-435 som er en omfartsvej uden om Kansas City. På den anden side af byen møder I-435 igen I-70 og ved at tage omfartsvejen, kan man undgå en del af den kraftige trafik gennem byen. Undervejs gennem byen passerer I-70 Kansas River, og vejen går nu ind i Missouri via Lewis & Clark Viaduct.

### Missouri
Efter at have krydset Kansas River  er vejen i Missouri, men fortsat i Kansas City, Missouris største by. Her møder den en lang række veje i det såkaldte Alphabet Loop, herunder I-35, I-670, U.S.24, U.S. 71 og U.S. 169. I-670 går lige gennem downtown mens I-70 selv går uden om byens højhuse nogle få blokke nord for I-670 og langs Missouri-floden. Når denne strækning kaldes Alphabet Loop skyldes det, at alle disse veje er på deres anden mile fra delstatsgrænsen, så alle frakørsler har nummer 2.  De identificeres så med bogstaver, som det også kendes fra andre steder med to eller flere frakørsler inden for samme mile.  Bortset fra bogstaverne I, O og Z anvender Alphabet Loop samtlige alfabetets bogstaver.
Efter at have passeret Kansas City fortsætter I-70 gennem hele Missouri fra vest til øst. Halvvejs mellem Kansas City og St. Louis passerer den  Columbia, som er hjemsted for University of Missouri.  To gange undervejs krydser vejen Missouri-floden. Første gang ved Rocheport 15 miles (24 km) øst for Columbia og igen ved St. Charles, 20 miles (32 km) vest for St. Louis. 
På denne strækning har vejen fire spor, men der har længe været talt om at udvide den, dog uden at der er taget beslutning om det. Prisen forventes at være 3,5 milliarder dollars, så i forbindelse med overvejelserne har man også overvejet at gøre strækningen til betalingsvej, hvis udvidelsen gennemføres.
Vejen passerer gennem St. Louis, hvor U.S. Route 40 og U.S. Route 61 går fra mod sydøst. I byen møder den også I-64. Gennem St. Louis går I-70 på en strækning parallelt med Mississippifloden, som den passerer ad Stan Musials Veterans Memorial Bridge, som blev åbnet i 2014. Tidligere passerede I-70 floden via Poplar Street Bridge, men her blev trafikken for kraftig, så i 2010 påbegyndtes arbejdet med den nye bro. På sin vej gennem byen passeres byens to store idrætsanlæg, Edward Jones Dome, hjemsted for NFL holdet St. Louis Rams og Busch Stadium, hjemsted for St. Louis Cardinals' MLB hold. I 1985 spillede Cardinals finalekampene  i World Series (syv kampe) mod Kansas City Royals, og da I-70 passerer begge hjemmebaner (Royals har hjemmebane på Kauffman Stadium i Kansas City), blev denne finale døbt The I-70 Series).

### Illinois
Efter at have passeret broen er I-70 i Illinois. Her mødes den med I-55, mens I-64 skiller sig ud fra I-70. I-70 og I-55 deler vejbane indtil de møder I-270. Her udskilles I-55, mens I-70 fortsætter sammen med I-270.  På sin vej gennem Illinois passerer I-70 gennem adskillige amtssæder, blandt andre Vandalia, som var statens hovedstad mellem 1818 og 1839. Rundt om byen Effingham følges I-70 og I-57 inden I-70 fortsætter alene mod grænsen til Indiana.

### Indiana
Kort før byen Terre Haute passeres grænsen til Indiana og lige inden vejen går ind i byen passerer den Wabash River. Vejen fortsætter gennem Indianas forholdsvis flade terræn omkring 100 km til den når statshovedstaden Indianapolis, som er USA's næststørste delstatshovedstad målt efter indbyggertal, kun overgået af Phoenix, Arizona. På den østlige side af downtown Indianapolis følges I-70 på en meget kort strækning med I-65. I-70 er i øvrigt den eneste af de tocifrede interstates, som kommer helt ind til byens centrum.
Efter at have passeret Richmond møder I-70 U.S. 35 og sammen forlader de Indiana og fortsætter ind i Ohio.

### Ohio
I-70 kommer ind i Ohio lige øst for Richmond i Indiana. Kort efter grænsen bydes man velkommen til Ohio af et skilt på en turkisfarvet bue, der strækker sig over hele motorvejen; kører man den anden vej, takkes man på den modsatte side af buen for besøget i staten. Fra grænsen fortsætter vejen øst på. Nord for Dayton mødes I-70 og I-75. Vejen fortsætter mod Springfield og statens største by Columbus. Ved sidstnævnte fører I-270 rundt om byen som ringvej. Nogenlunde midt i ringen mødes I-70 og I-71 og de to deler vejbane på et stykke, som er kendt for sine mange trafikkøer. Denne strækning kaldes lokalt for The Split eller The South Innerbell. Årsagen til køerne er, at trafik som kommer fra I-71 og skal fortsætte ad denne, skal krydse alle fire spor på I-70 for at fortsætte nord på ad I-71. Dette problem er det samme, hvis trafikken kommer fra nord ad I-71 og skal fortsætte sydpå ad denne. Denne strækning står overfor en ombygning inden for de kommende år, for at afhjælpe trafikproblemerne.

### West Virginia
I West Virginia krydser vejen Ohiofloden ved byen Wheeling via Fort Henry Bridge og fortsætter gennem den såkaldte Wheeling Tunnel. Gennem tunnellen er der kun et spor i hver retning. Øst for tunnelen var oprindeligt planlagt en stor motorvejsudfletning, men denne blev aldrig konstrueret. Vejen stiger op mod Dallas Pike ad et stykke vej, der kaldes Two Mile Hill, som lokalt er kendt for de mange uheld, der sker for foden af bakken. Strækningen gennem West Virginia er med sine 15 miles (24 km) den korteste, vejen går gennem nogen stat.

### Pennsylvania
Det var oprindeligt planlagt at Interstate 70 skulle gå gennem downtown Pittsburg, men den blev i stedet anlagt syd for byen. På de 38 miles (61 km) fra Pittsburgforstaden Washington til New Stanton, lever I-70 ikke op til de standarder, der ellers gælder for interstates; kurverne er for skarpe, udsynet for dårligt og rabatten for smal. Desuden er der ikke "flettebaner" ved tilkørslerne. For at undgå uheld er hastigheden på denne strækning kun 55 miles (88 km) i timen.
Mellem Stanton og Breezewood følges I-70 med Pennsylvania Turnpike og I-76. På denne strækning er vejen, ligesom på Kansas Turnpike, betalingsvej. I Breezewood er bilister nødt til at forlade I-70 og køre en kort strækning på U.S. Route 30, hvor man passerer en del trafiklys, inden de kan vende tilbage til motorvejen. Skal man derimod fortsætte ad I-76, kan man blive på motorvejen hele vejen. 
Fra Breezewood går vejen næsten direkte mod syd til grænsen til Maryland. På denne strækning er hastighedsgrænsen 55 miles (88 km) i timen og strækningen patruljeres ofte af politiet.

### Maryland
I-70 krydser statsgrænsen mellem Pennsylvania og Maryland nær byen Hancock.  Herfra går den mod øst gennem den centrale del af staten mod Baltimore, idet den følger den rute, som den gamle vej, National Road, tog gennem staten. I-70 er den vigtigste vest-øst gående vej gennem Maryland, hvor den passerer byer som Hagerstown og Frederick. Via I-270 servicerer vejen Washington D.C. Via I-370 servicerer den også Washingtons metro ved stationen Shady Grove.
Efter planen skulle i-70 have sluttet ved I-95 i Baltimore, men på grund af lokal modstand, stopper den allerede ved mødet med Maryland State Route 122, hvor der er bygget en Park and ride parkeringsplads.

## Historie
I-70 var ikke bare den første interstate til at åbne en strækning – og den sidste af de oprindeligt planlagte. Den har også undergået diverse forandringer undervejs. Oprindeligt skulle vejen have begyndt i Denver, Colorado, men staterne Utah og Colorado pressede på for at forlænge vejen til Salt Lake City i Utah, for at forbinde denne by med Denver.  Presset bar til dels frugt, da vejen faktisk blev forlænget, men ønsker fra militæret, der gerne ville have en hurtig vej mellem det nordlige USA og det sydlige Californien, betød at Salt Lake City ikke kom med. Derfor blev ruten gennem San Rafael Swell en kendsgerning. Denne strækning, samt strækningen gennem Glenwood Canyon betragtes af nogle bilister som de smukkeste interstatestrækninger i USA. 
Planerne om at forbinde I-70, I-95 og I-83 i Baltimore førte til det, som kaldes motorvejsoprøret, hvor aktivister under ledelse af Barbara Mikulski protesterede mod planerne; protester der førte til, at disse blev opgivet. Mikulski blev senere valgt til Repræsentanternes Hus og endnu senere til USA's Senat.
Vejen kom til at give navn til en seriemorder, The I-70 Killer, som begik en række mord tæt på motorvejen i de midtvestlige stater i begyndelsen af 1990'erne. Morderen blev aldrig pågrebet, men mordene holdt op. John Allen Muhammed og Lee Boyd Malvo, mændene bag de såkaldte Beltway Sniper Attacks, hvor 10 personer blev dræbt og tre alvorligt sårede i Virginia, Maryland og Washington DC, blev anholdt på en rasteplads på I-70 nær Myersville, Maryland. Tidligere havde de to begået røveri og mord i flere andre stater, og deres samlede antal dødsofre var 17. Muhammed blev dødsdømt og henrettet i 2009, mens Malvo blev idømt seks gange livstid, til afsoning i forlængelse af hinanden og uden mulighed for benådning.

## Større byer langs I-70
I-70 betjener nedenstående byer med over 30.000 indbyggere:
Colorado: Grand Junction, Denver (med forstæder)
Kansas:  Salina, Manhattan, Topeka (med forstæder), Lawrence, Kansas City (med forstæder)
Missouri: Kansas City (med forstæder), Columbia, Wentzville, St. Charles, St. Louis (med forstæder)
Indiana: Terre Haute, Indianapolis (med forstæder), Richmond
Ohio: Dayton (med forstæder), Springfield, Columbus (med forstæder)
West Virginia: Wheeling (med forstæder)
Pennsylvania: Pittsburgh (med forstæder)
Maryland: Hagerstown, Frederick, Baltinore (med forstæder)
I Utah og Illinos passerer vejen ingen byer med flere end 30.000 indbyggere.

## Eksterne referencer
- Interstate Guide Arkiveret 14. maj 2012 hos  Wayback Machine
- I-70 Travel Guide